# Сан Прери (Монтана)
Сан Прери (енгл. Sun Prairie) насељено је место без административног статуса у америчкој савезној држави Монтана.

## Демографија
По попису из 2010. године број становника је 1.630, што је 142 (-8,0%) становника мање него 2000. године.
| Група             | 2000.         | 2010.         |
| Белци             | 1.602 (90,4%) | 1.479 (90,7%) |
| Афроамериканци    | 8 (0,5%)      | 3 (0,2%)      |
| Азијати           | 13 (0,7%)     | 19 (1,2%)     |
| Хиспаноамериканци | 27 (1,5%)     | 28 (1,7%)     |
| Укупно            | 1.772         | 1.630         |